# Boudiéri
Boudiéri est un village de la commune rurale de Kantchari dans le même département située dans la région de l'Est du Burkina province de la Tapoa. 
Le village est à 25 km au sud de Kantchari sur la route nationale numéro 19 route Kantchari-Diapaga.

## Géographie
Boudiéri est situé à 22 km au sud-est de Kantchari sur la route nationale 19 descendant au Sud vers le Togo.

## Santé et éducation
Boudiéri accueille un centre de santé et de promotion sociale (CSPS).